# فيكتور غاستون
فيكتور غاستون (بالإنجليزية: Victor Gaston)‏ هو سياسي أمريكي، ولد في 15 يناير 1943 في موبيل في الولايات المتحدة. حزبياً، نشط في الحزب الجمهوري. وقد انتخب عضو مجلس نواب ألاباما.